# Ukrainas herrlandslag i bandy
Ukrainas herrlandslag i bandy representerar Ukraina i bandy på herrsidan. Det fanns uppgifter om att Världsmästerskapsdebuten skulle ske 2012 i Kazakstan, så blev det inte. Landslaget gjorde debut 5 maj i en vänskapsturnering mot ryska amatörklubblag i Krylatskoje Sport Complex. Det var dock fråga om åttamannalag på halv bana. Man gjorde debut i Bandy-VM 2013. Den yngsta spelaren är född 2000 och den äldsta 1961.

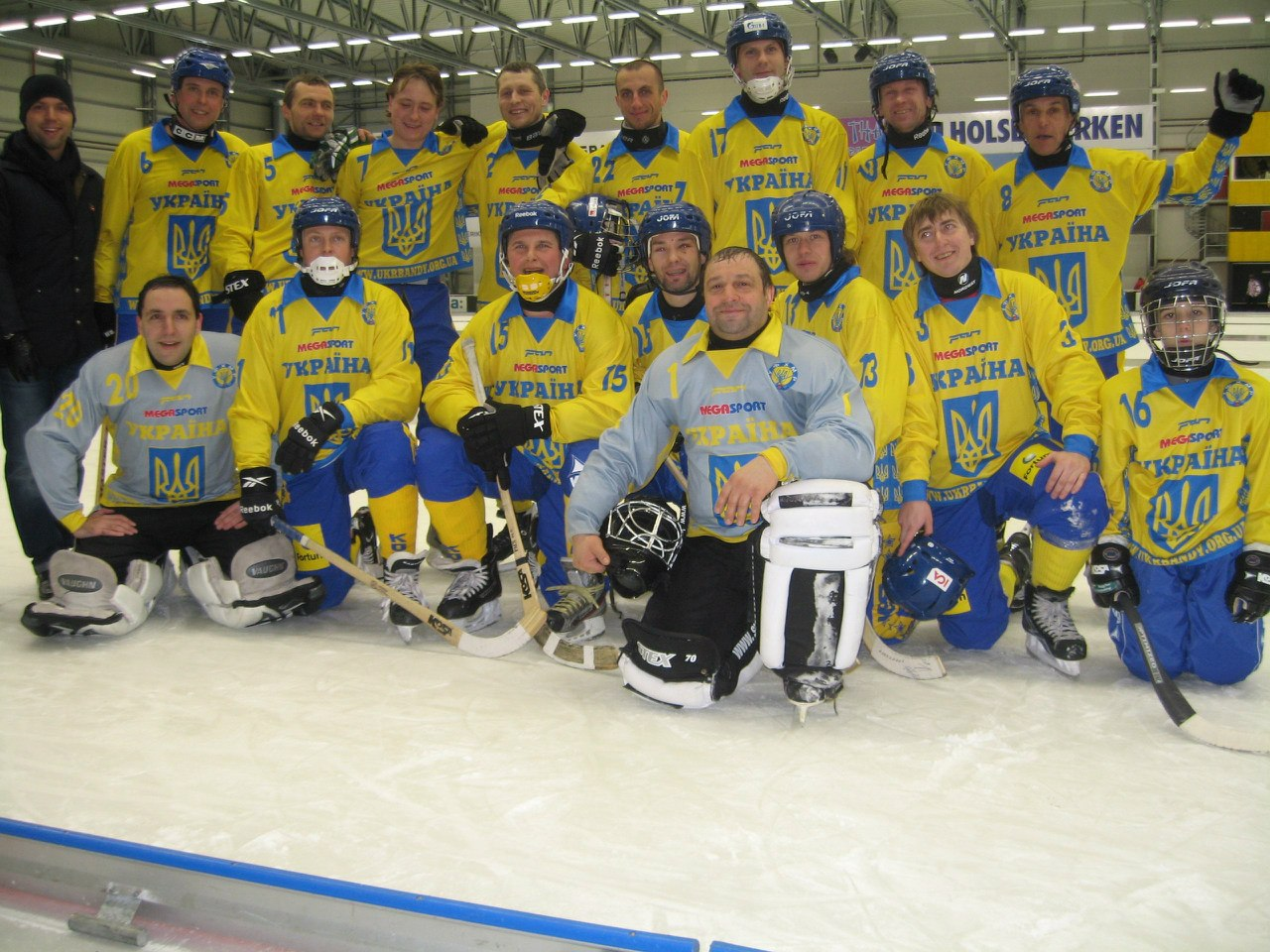
Ukraina 2013.

## VM 2014
Truppen till Bandy-VM i Irkutsk 2014
- Förbundskapten:  Andrii Markovytjenko

| Målvakter |

| Pos. | Ålder | Namn              | Klubb                 |
| ---- | ----- | ----------------- | --------------------- |
| Mv   | 45    | Dmytro Zurashvili | Avangard Budy         |
| Mv   | 31    | Hennadii Babenko  | Dnipro Dnipropetrovsk |

| Utespelare |

| Pos. | Ålder | Namn                 | Klubb                 |
| ---- | ----- | -------------------- | --------------------- |
|      | 41    | Oleh Chykariev       | Shturm Zhovti Vody    |
|      | 23    | Viktor Shatalov      | Dnipro Dnipropetrovsk |
|      | 26    | Viacheslav Chernavin | Dnipro Dnipropetrovsk |
|      | 30    | Kostiantyn Usanov    | Avangard Budy         |
|      | 27    | Dmytro Ziuz'         | Ukraina               |
|      | 23    | Dmytro Tsymbal       | Ukraina               |
|      | 31    | Pavlo Zimenko        | Avangard Budy         |
|      | 36    | Yurii Suzdalev       | Dnipro Dnipropetrovsk |
|      | 30    | Vitalii Radchenko    | Avangard Budy         |
|      | 27    | Anton Lozovoi        | Dnipro Dnipropetrovsk |
|      | 31    | Ievhen Udovichenko   | Avangard Budy         |
|      | 13    | Mykhailo Ivanov      | Dnipro Dnipropetrovsk |
|      | 34    | Andrii Markovytjenko | Ryssland              |
|      | 18    | Illia Ivanov         | Dnipro Dnipropetrovsk |
|      | 36    | Yurii Danchenko      | Avangard Budy         |
|      | 36    | Oleksandr Mitlenko   | Shturm Zhovti Vody    |

Snittålder: 29,8 år